# Aleksandar Borodin
Aleksandar Porfirjevič Borodin (ruski: Алекса́ндр Порфи́рьевич Бороди́н; Sankt-Peterburg, 12. studenog 1833. – Sankt-Peterburg, 27. veljače 1887.), ruski skladatelj i kemičar.

## Znanstvena karijera
U mladosti je pokazivao velik interes za prirodne znanosti, osobito kemiju. Istovremeno se zanima za glazbu, uči svirati flautu, violončelo i klavir. Kao petnaestogodišnjak počinje i komponirati tehnikom i stilom klasičara. Studira na medicinsko-kirurškoj akademiji (1850. – 1856.), te se posvećuje znanstveno-ispitivačkom radu na području kemije. Od godine 1857. – 1862. boravi u nekoliko navrata u Njemačkoj, Francuskoj, Italiji i Švicarskoj radi usavršavanja u kemiji. Velika zaposlenost u službi medicinskog fakulteta, mnoge društvene funkcije, a uz to i nesebična služba u vlastitom domu gdje je godinama njegovao bolesnu ženu, onemogućavali su mu veću stvaralačku djelatnost. 
Od 1863. godine do smrti bio je profesor organske kemije na Medicinsko-kirurškoj akademiji u Petrogradu. Autor je važnih radova s područja organske kemije i biokemije. Istraživao je reakcije kondenzacije aldehida i prvi proizveo aldol.

## Glazbena karijera
Borodinovu glazbenom usavršavanju osobito su pridonijela putovanja u inozemstvo, gdje sluša nova djela i usavršava se. Boraveći u inozemstvu piše svoje prve veće kompozicije: gudački kvintet i klavirski sekstet. 
Kao pobornik ruskog nacionalnog glazbenog izraza 1862. godine pristupio je krugu "Petorice". Umjetničko geslo ove, vrlo značajne, skupine bilo je nastavljanje nacionalno-realističkog stila kojim su se odlikovala muzička djela M.I. Glinke. Kao član tog kruga Borodin se, pored redovnom rada na katedri za kemiju, počinje sve više baviti skladanjem. 
Godine 1877. putuje u Weimar, gdje se sastaje s F. Lisztom, koji je mnogo doprinosio popularizaciji ruske glazbe, koja je bila tada dosta nepoznata u Europi. On će se također zauzimati za populariziranje Borodinovih djela. Još za Borodinova života, njegova se djela izvode u Njemačkoj, Francuskoj i Americi.
Životno mu je djelo povijesno-epska opera "Knez Igor", koja je remek djelo ruske romantičarske povijesne opere. Upotrijebio je ruski narodni melos, čemu se suprotstavlja orijentalni kolorit. Na njoj je radio 18 godina, ali je ostala nedovršena. Operu su poslije Borodinove smrti dovršili njegovi prijatelji Rimski-Korsakov i A. Glazunov. Libreto je radio prema starom ruskom epu "Slovo o polku Igoreve", koji opisuje zbivanja ruske povijesti iz 1185., kada je knez Igor Svjatoslavič napao pleme Polovaca, krenuo s njima u borbu na rijeci Kajali i zapao u ropstvo, otkuda je pobjegao natrag u Novgorod.
U svojim orkestralnim djelima Borodin, zajedno s Čajkovskim, stvara temelje ruskog simfonizma. Njegov smisao za simfonijsku arhitekturu nazire se već u njegovom prvom simfonijskom djelu, "1. simfonija u Es-duru". I pored izvjesnog utjecaja zapadnoeuropskog romantizma koji je Borodinu bio blizak, "I. Simfonija" je po temama ipak ruska, i predstavlja značajni korak u razvoju ruske glazbe, od Glinke do kasnijeg i izgrađenijeg perioda. Od orkestralnih djela je najvažnija i najuspješnija "II. Simfonija u h-molu", koja uz operu "Knjaz Igor" predstavlja najviši Borodinov skladateljski domet i jedno od najljepših djela ruskog simfonijskog stvaranja. Prema zamisli Borodina, I. Stavak prikazuje skup bogatira (ruski nacionalni junaci), Andante – lirski lik bogatira, a Finale slavlje, gozbu uz zvukove ruski gusli i sudjelovanje narodnih masa.
Simfonijska slika "U srednjoj Aziji" napisana je u skromnijim razmjerima i predstavlja odstupanje od opere i "II. Simfonije". Djelo je napisano kao glazbena pratnja za živu sliku izvedenu na proslavi 25-godišnjice vladavine Aleksandra II. Glazba je programskog karaktera, rađena u duhu ruske i istočne melodije.
Borodin je zaslužan i za stvaranje komorne glazbe u Rusiji. 